# TwinBee
TwinBee (Japans: ツインビー) is een computerspel dat werd ontwikkeld en uitgegeven door de Japanse computerspellenfabrikant Konami. Het spel kwam op 5 maart 1985 in Japan uit als arcadespel. Het was het eerste spel dat op de Bubble System hardware kon lopen. Een jaar later werd het geschikt gemaakt voor de MSX en de Nintendo Entertainment System.
Het spel is van het type vertical shoot-em up scroller. De speler vliegt in een tekenfilmachtig ruimtevaartuig over een landschap en komt hierbij diverse tegenstanders tegen. De speler kan ook tegen een belletje schieten en zodoende bonuspunten verzamelen. Als de speler geraakt wordt verliest hij geen leven maar een arm. Als beiden armen verloren zijn kan de speler geen bommen meer leggen. In een ambulance kan dit gerepareerd worden.
Twee spelers kunnen zij hun ruimteschepen verticaal of horizontaal verbinden en zo de vuurkracht doen toenemen.

## Power-ups
Tijdens het spel kan tegen een bel geschoten worden met de volgende kleuren als betekenis:
- geel: bonuspunten
- wit: upgrade van wapen naar dubbelloopswapen
- blauw: meer snelheid (in vijf stappen)
- groen: ruimteschip wordt achtervolgd door zijn schaduw, waardoor meer vuurkracht ontstaat
- rood: schild om schade tegen te gaan

## Platforms
| jaar | platform                          |
| ---- | --------------------------------- |
| 1985 | Arcade                            |
| 1986 | MSX, NES/Famicom                  |
| 1988 | Famicom Disk System, Sharp X68000 |
| 2003 | i-mode, Vodafone                  |
| 2004 | Game Boy Advance                  |
| 2007 | Nintendo DS, PlayStation Portable |
| 2008 | Wii U Virtual Console             |
| 2010 | Microsoft Windows Game Room       |
| 2011 | Nintendo 3DS                      |
| 2014 | Microsoft EGG Project             |

- Het spel maakte onderdeel uit van het compilatiespel Konami Antiques: MSX Collection Vol. 2 dat in 1998 uitkwam.
- Het spel kwam beschikbaar voor de Sega Saturn via het compilatiespel Konami Antiques MSX Collection Ultra Pack dat in 1998 uitkwam.

## Ontvangst
| Beoordeeld door            | Platform | Jaar         | Score |
| -------------------------- | -------- | ------------ | ----- |
| Nintendo Life              | 2011     | Nintendo 3DS | 90%   |
| NintendoWorldReport        | 2011     | Nintendo 3DS | 85%   |
| Official Nintendo Magazine | 2011     | Nintendo 3DS | 84%   |
| IGN                        | 2011     | Nintendo 3DS | 60%   |